# Nils Nilsson
 Der er flere personer med dette navn, se Nils Nilsson (maler).
Nils Nilsson (født 15. marts 1897 i Sireköpinge sogn, Sverige, død 20. december 1980) var en svensk-dansk arbejderforfatter, der skrev på dansk.
Nils Nilsson arbejdede som ung som kulminearbejder fra Sverige, men indvandrede til Danmark i 1918, hvor han erhvervede en cigarbutik på Vesterbro i København.
I debutromanen Mellem mørke Mure (1931) skildrede han arbejdsløsheden i København, fulgt op med arbejderromanen Dokken (1933).